# 6959 Mikkelkocha
6959 Mikkelkocha eller 1988 VD1 är en asteroid i huvudbältet som upptäcktes den 3 november 1988 av den danska astronomen Poul Jensen vid Brorfelde-observatoriet. Den är uppkallad efter upptäckarens barnbarn, Mikkel Kock Augustesen.
Asteroiden har en diameter på ungefär 10 kilometer.